# Sergej Kirijenko
Sergej Vladilenovitj Kirijenko (Russisk: Серге́й Владиле́нович Кирие́нко, født 26. juli 1962 i Sukhum, Abkhasien) er en russisk politiker. Fra 23. marts 1998 til 23. august 1998 var han premierminister i Rusland. Han blev udnævnt af Boris Jeltsin og formelt anerkendt af Dumaen den 24. april 1998.
| Efterfulgte: Viktor Tjernomyrdin | Ruslands premierminister 1998 - 1998 | Efterfulgtes af: Viktor Tjernomyrdin |

1. ↑  Navnet er anført på engelsk og stammer fra Wikidata hvor navnet endnu ikke findes på dansk.
2. ↑  Navnet er anført på engelsk og stammer fra Wikidata hvor navnet endnu ikke findes på dansk.